# تپه روستای قرمز تپه
تپه روستای قرمز تپه مربوط به دوره ساسانیان - دوران‌های تاریخی پس از اسلام است و در شهرستان پاکدشت، بخش شریف آباد، روستای قرمزتپه واقع شده و این اثر در تاریخ ۱ مهر ۱۳۸۲ با شمارهٔ ثبت ۱۰۳۳۴ به‌عنوان یکی از آثار ملی ایران به ثبت رسیده است.